# Asturo-leonês

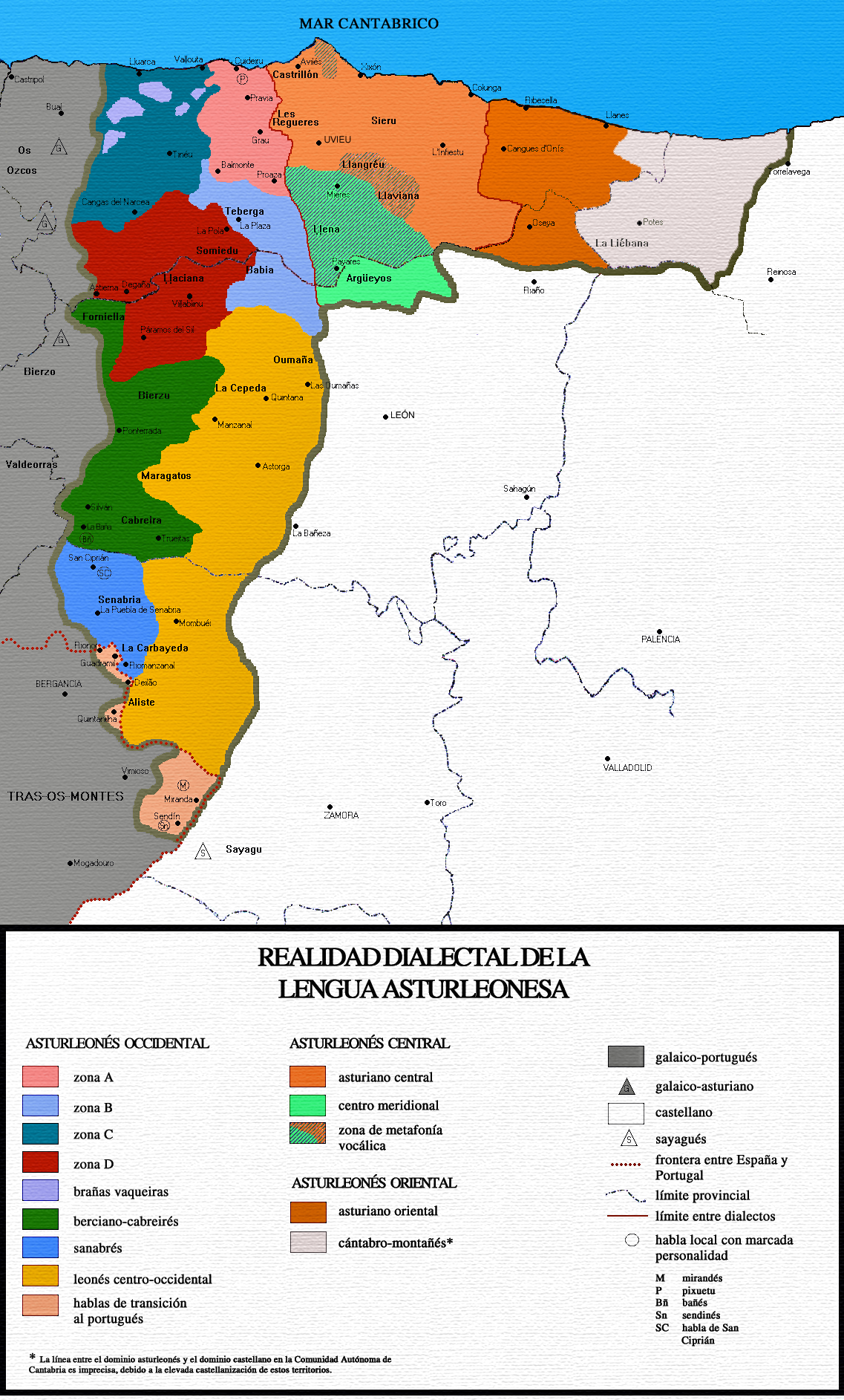
Mapa dialetológico do asturo-leonês

O asturo-leonês (em castelhano: asturleonés ou ásture-leonês) é um diassistema linguístico que abrange o noroeste da Península Ibérica, conhecido nos diferentes territórios como asturiano, leonês ou mirandês (tradicionalmente cada zona ou região utilizava localismos para fazer referência à língua, originando-se outras denominações como cabreirés, senabrés, pixueto ou paḷḷuezu).
Filogeneticamente, o asturo-leonês faz parte do grupo ibero-romance ocidental e surge da peculiar evolução que sofreu o latim no Reino das Astúrias (posteriormente Reino de Leão). O grupo asturo-leonês divide-se em três blocos (ocidental, central e oriental) que traçam de forma vertical uma divisão norte-sul, desde as Astúrias até à Terra de Miranda, e compondo assim o domínio linguístico asturo-leonês. O montanhês e o estremenho são variedades de transição com o castelhano. Simultaneamente, o galego falado a poente do rio Návia faz a transição com o domínio galego-português.
A situação da língua é diferente segundo o território. Em Portugal, a língua possui reconhecimento, é regulada e ensinada de forma facultativa no sistema educativo apenas em Miranda do Douro, mas é falada também em Rio de Onor, Guadramil e Quintanilha; em Leão carece de proteção, e é apenas mencionada no Estatuto de Autonomia de Castela e Leão, apesar deste recomendar a sua promoção e uso; e nas Astúrias a língua não é oficial, mas é também incluída no currículo escolar e regulada pela Academia da Língua Asturiana.

## Número de falantes
| Localização          | Falantes nativos | Outros           | % do total de falantes de asturo-leonês |
| Astúrias             | 100 000          | 450 000          | 76,3                                    |
| Leão e Samora        | 50 000           | 25 000 / 100 000 | 20,8                                    |
| Distrito de Bragança | 8000 a 10 000    |                  | 2                                       |

## História

### Origem
O idioma asturo-leonês tem a sua origem no latim vulgar, transmitido principalmente pelas legiões norteafricanas assentadas em Asturica Augusta e em Legio VI. A suplantação da língua dos ástures por esta outra foi lenta mas imparável, já que o uso do idioma imperial era a chave que abria as portas para a obtenção de muitos direitos e liberdades, entre eles o mais importante: a cidadania romana. Não obstante, como no resto da península, não foi até o estabelecimento dos reinos germánicos (visigodos) quando o latim, mais ou menos modificado, se estabelece definitivamente como língua única e comum.
No conjunto asturo-leonês coincidem paralelamente rasgos marcadamente conservadores (como a manutenção dos grupos AI, AU e MB) junto a outros disruptores do sistema latino (como é a transformação do vocalismo original para um sistema de ditongos). Isto explica-se pelo carácter de encontro, no território dos ástures, de dois processos de romanização muito diferenciados: o procedente da Bética e o procedente da Tarraconense. Kurt Baldinger, Krüger, Menéndez Pidal e outros autores destacaram a importância do rio Sela como limite linguístico destes dois mundos. Assim, Menéndez Pidal assinala

O limite do f e h em direção às fontes do rio Sela é, portanto, um limite antiquíssimo e estacionário ou quase estacionário.Original {{{{{língua}}}}}: El límite de f y h hacia las fuentes del río Sella es, pues, un límite atiquísimo y estacionario o casi estacionario
A Bética, com a sua florescente cultura cidadã e a sua ativa vida cultural opor-se-ia ao carácter militar e vulgar da Tarraconense. A esta diferenciação cultural e social responderia seguramente o carácter conservador do norte, que explicaria, segundo Baldinger, o carácter conservador do asturo-leonês e do português: manutenção do -U final e a manutenção dos grupos AI, AU, MB. Este caráter conservador reflete-se em determinadas palavras presentes apenas no noroeste peninsular, que já em tempos de Cícero estavam em desuso. Assim, populariza-se 'fabulari' (falar, falar) em vez de 'parlare' (parlare, parlar); 'quaerere' (querer) em vez de 'volere' (voler, vouloir); 'percuntari' (perguntar) em vez de 'questionare'; campsare (cansar), etc. Por outro lado, a situação periférica do noroeste peninsular determinaria também que, uma vez adotado o latim, se mantivesse conservadoramente muitas palavras latinas que só aí perduram como palavras populares; assim, p. e., o lat. culmus, é em port. «cúmulo», ast. «cuelmu» (vejam-se as formas reunidas por Corominas e FEW; por causa do ditongo ue, que só pode se dever a um ŏ, supõe Corominas um celta 'kŏlmos', ZCPhil 25, 1956, pág. 42); Silva Neto reúne nada menos que 51 exemplos (pág. 269 e seg.; a propósito de ATRIUM veja-se especialmente pág. 353, nota 8). Malkiel demonstrou que o lat. ALIQUIS "como pronombre se guareció en un distrito alejado y conservador: el NO. y O. de la Península Ibérica”.
Junto a estes rasgos conservadores incidem outros que apresentam um carácter marcadamente inovador e que só se explicam pela resistência dos povos do norte em serem incorporados à romanidade, situação de conflito que hoje conhecemos através do relato das guerras cantábricas. Estes duas tendências, juntamente com a expansão e retrocesso posterior das línguas vernáculas como o basco, depois do período de instabilidade que segue às invasões germânicas, vão determinar a peculiar evolução linguística do noroeste peninsular. No vocabulário encontram-se assim elementos prerromanos procedentes dos mais diversos estratos, que sobreviveram à tardia romanização desta zona, e inclusive elementos preindoeuropeus que só se haviam conservado na toponímia.

### A formação da língua nos reinos das Astúrias e Leão
No século VIII, a língua da Igreja e da administração diferiam de tal modo daquela usada no quotidiano que já era possível pensar em dois sistemas diferentes: o latim e o romance. Esta evolução acaba por desembocar no surgimento, no século X, dos primeiros documentos com expressões escritas em romance nos diversos mosteiros das Astúrias e de Leão. O mais importante destes é a Nodicia de Kesos, onde o romance dessa época (em processo de transformação e ainda sem se poder considerar como asturo-leonês) substitui o latim num acto rotineiro de compra e venda. Deste latim, escrito nos séculos X e XI e muito alterado pelo romance local, é possível encontrar registos procedentes dos mosteiros leoneses de Sahagún, Otero de Dueñas e da Catedral de Leão.
Segundo os critérios de Hanssen, descartados atualmente pela comunidade linguística, o leonês seria apenas castelhano falado por indivíduos cujo dialeto primitivo era o galego e que foram castelhanizados. Tal explicaria, segundo o autor, que se produzisse a manutenção do -o- e a falsa aplicação do ditongo a palavras que, em castelhano, não o requerem. É com Menéndez Pidal que se prova a existência de ditongos nesta língua que antecedem o predomínio castelhano, definindo assim a existência de critérios próprios e diferenciados ao desta língua, que exemplifica com as vogais breves latinas -e- e -o-. Assim, chega à conclusão que o asturo-leonês seria fruto do isolamento das variedades dialetais mais ocidentais do primitivo romance peninsular central, consequência da irrupção do castelhano e da latinização tardia de grupos bascófonos, grupos esses responsáveis pela quebra da homogeneidade linguística da Península Ibérica:
«...la nota diferencial castellana obra como una cuña que, clavada en el Norte, rompe la antigua unidad de ciertos caracteres comunes románicos antes extendidos por la Península y penetra hasta Andalucía, escindiendo la antigua uniformidad dialectal, descuajando los primitivos caracteres lingüísticos del Duero a Gibraltar, esto es, borrando los dialectos mozárabes y en gran parte también los leoneses y aragoneses, y ensanchando cada vez más su acción de Norte a Sur para implantar la modalidad especial lingüística nacida en el norte cántabro. La gran expansión de la lengua castellana no se realiza sino después del siglo XI, es decir, después de la fecha que nos hemos impuesto como término a este estudio.»
A tese seguida por Menéndez Pidal é a de que o asturo-leonês é resultado de um processo inacabado de integração linguística das línguas peninsulares (juntando-se o castelhano, moçárabe e navarro-aragonês) na língua espanhola.

### Evolução da língua

#### Idade Média
A língua empregue na escritura de todo o tipo de actos, no Reino de Leão, passa progressivamente a ser o leonês. É, portanto, uma língua usada a nível administrativo, público e privado — em testamentos, aforamentos, cartas de venda ou sentenças judiciais. São também traduzidos do latim textos legais como o Fuero juzgo (conhecido no Reino de Leão como Livro Iudgo), o tratado processal Flores del Derecho (escrito inicialmente em castelhano) e os foros concedidos a diversas cidades como Leão (1017), Alva de Tormes (1140), Oviedo (1145), Avilês (1155), Campomanes (1247), Benavente (1164 e 1167), Samora (1289), Ledesma (1290) ou Salamanca (1301).
Fora destes âmbitos administrativos e jurídicos, podem notar-se rasgos do leonês dessa era em manuscritos como o Livro de Alexandre ou a Disputa de Helena e Maria, provavelmente introduzidos por copistas leoneses.
sobre contiendas que yeran entre’l Concello de Abilles ye el Concello de Oviedo, en razon que’l Concello de Oviedo dizian que’l Concello de Abilles forciaran ye tomaran una quantia de pannos a sos vezinos que trayan de la Rochela, ye otrossi en razon que’l Concello de Abilles dizian que’l conçello de Oviedo lles-presieran sos vezinos. Allamos que’l Concello de Oviedo fezieron prender a Roy Nicolas ye asso fillo por prinda de los pannos que prindaron los de Abilles a los mercadores vezinos de Oviedo. Mandamos per manda ye so pena de la fiadoria, que se contien en el compromisso, que’l Concello de Abilles entreguen luego alos vezinos de Oviedo los pannos que-llos prindaron. Otrossi mandamos que’l Concello de Oviedo fagan luego soltar a Roy Nicolas ye a so fillo en guisa que se podan yr pora suas casas. Otrossi mandamos que todas las otras demandas ye quexumes que auian los Concellos ye sos vezinos unos contra otros por qualquier razon ata el dia que esta carta ye fecha que sean todas quitas. τ por tal que esto sea firme ye non uenga en dolda nos rogamos que feziessen fazer d'esti fecho una carta partida. Esto foe fecho en Oviedo veinti tres dias de Ochobre. Era de mille CCC veinti siete annos. 1289, octubre 23. A.A.A., nº 23.
Yo María Pérez, muller de Garçía Maquila, nen per miedo nen per forçia, fago carta de donaçión a vos María Garçía, mia criada, cuéllovos por filla ye dovos todo quanto yo he, ye nomadamentre vos do quanto yo gané del dicho mio marido, ye les enpennes que yo fizi de Roy Gonçáliz, ye quanto lla mia derechura podierdes enuenir, en Felgueres ye en Caldones ye en Llinares. Esto vos do commo de suso dicho ye todo entregamentre en pura donaçión porque vos crié ye vos froé algunes coses de lo vuestro que vos non podría pagar, ye porque me pago claramentre ye de bona veluntat devos-llo dar, assí que lluogo(luego) per esta carta vos do el jur ye la propriedat. Et porén renunçio todos quantos derechos, llees, (leyes) usos ye costumes. Fecha la carta vinti e çinco díes de abril, era de mille ye trezientos ye trinta ye dos annos. Don Miguel, por lla graçia de Dios obispo de Oviedo. Meyrino mayor del rey en tierra de Lleón ye de Asturies. Yo María Pérez de suso dicha esta carta que mandé fazer oy lleer con mias manos proprias lla rovro ye la confirmo. 1294, abril, 25. A.M.S.P.O., F.S.V. doc. n.º 827.
Rodericus pella gracia de Dios Obispo de Oviedo con otorgamiento del Dean ye del Cabidro de Sant salvador fazemos pleyto con pobladores ye moradores de Campomanes. Convien asaber que cadauno de vos devedes adar cadauno anno al Obispo, II soldos de cadaun suolo. Ye de cadaun orto VI dineros. Ye todos los suolos (suelos) ye los ortos de los pobladores por iguales a tanto el uno commo el otru, assi commo fo de viello. Ye por nuncio deve adar el omne del Re que-hy morar II soldos ye el fillo dalgo IV soldos. Ye si el Obispo for a Campomanes una vez cada anno.dalle estos dineros ye si elli non for hy-dallos cada fiesta de Sant Iohan a quien elli mandar-hye. Quantos morarent en Campomanes non devent atraher comenderu nen sennor quien destorve elos derechos del Obispo ye-ssi alguno contra ellos for, assi merino commo otru omne qualquier, nos dallos vozeru quien razone so pleyto por so costo dellos. Ye nos, Concello de Campomanes otorgamos isti pleyto ye esta karta assi commo ye escripta ye nunciada. 1247, octubre. Oviedo.A.C.U. Serie A. Carpeta 7, nº 6.
auemos una casa enna Rua que nos pertenez pus Don Iohan que fo mio marido ye padre de aquestos mios fillos, ye (y) la otra mitad desta casa ye (es) de Santa María de la Vega. 1244, enero 14. A.M.S.P: F.S.M.V. Leg. 1. nº 16
assi que desde isti dia en delantre nuestro iur sea fora ye en vuestro iur sea entrada ye fagades ende vuestra veluntat. Si contrariavos venier sobresto nos otorgamos salvalla ye guarilla per nos. 1248, junio 16. A.M.S.P: F.S.M.V. Leg. 1. nº 17
dovos todo'l so heredamiento que a mi pertenez por tal condición que paguedes las deldas (deudas) que yo devo (ye) defiendo que ningún varón nen mullier de mio linnage nen de estranno que vos non embargue esto que vos do. 1259, octubre 6. A.M.S.P: F.S.M.V. Leg. 1. nº 23
deuedes meter-hy omne que ande-hy de vuestra mano, que non sea morador dela alfoz de Nora, que ande-hy bien lealmientre. Si danno ho malfetria fezier enna alfoz, que vos lo emendedes ye lo melloredes por el. Ye si dientro estos 5 annos dalguna cosa acaecies porque esta alfoz que arrendamos a vos fosse embargada nos otorgamos guarirla. Ye por tal que todo esto sea creudo ye que non venga en dolda(duda) nos Concello mandamos a nuestros iuyzes nomnados que posiessent el nuestro séello. 1257. A.A.O. C-21, nº 14.
quien omne matar, si lo non desfiar en conceyo, muerra por el; si fur niego e non podier firmar, llide por ende a su par; e si cayr, enforquenllo. Foro de Ledesma.

#### Diglossia e declínio
Entrados já no século XIV, os territórios leoneses encontravam-se sob a órbita castelhana, numa altura em que se poderiam dar as circunstâncias que permitissem um desenvolvimento como língua de prestígio e culta. No entanto, o castelhano começa a substituir o leonês nestes âmbitos, à semelhança do que acontece na vizinha Galiza, relegando a língua ao uso oral, como se passara anteriormente com o latim. Consequentemente, dá-se um distanciamento importante entre a língua falada e a língua escrita, o castelhano.
Entre os séculos XV e XVIII dão-se os séculos escuros do asturo-leonês, que à semelhança de outras culturas e línguas da Península e da Europa, foram marginalizadas devido aos processos de centralização dos vários estados. Isto resultou numa heterogeneização e fragmentação linguística e cultural que ameaçou a existência da língua.
Na Idade Moderna, a produção literária em leonês limita-se a autores como Juan del Enzina, Lucas Fernández ou Torres Naharro, que publicam obras centradas em éclogas.
A partir do século XVII, ressurgem manifestações literárias nesta língua, através de uma literatura arcaizante, em autores como Antón de Marirreguera ou Josefa Jovellanos (irmã de Gaspar Melchor de Jovellanos) que mediante o uso de recursos estilísticos próprios da chamada fala rústica, recupera elementos próprios do idioma asturo-leonês. Esta tradição literária prolongou-se pelo século XIX por autores como Xuan María Acebal, José Caveda y Nava, Teodoro Cuesta, Pín de Pría ou Fernán Coronas. A respeito desta literatura, o linguista sueco Åke Munthe assinala o seguinte:
«debe considerarse a Reguera como el creador de ésta literatura, que yo llamaría bable, y de su lengua; todos los cantores posteriores, y no menos desde el punto de vista lingüístico, proceden de él(las tradiciones poéticas de Reguera se recogieron sin embargo mucho tiempo después de su muerte; de ahí que sean algo arcaizantes también en los cantores posteriores), aunque naturalmente, por otra parte también toman elementos de la lengua de sus terruños respectivos, y con frecuencia también de otros con los cuales están en contacto de una u otra forma así como una mezcla con el castellano, bablificado o no. Pero la lengua de la literatura bable no puede, en mi opinión, calificarse de lengua literaria porque no ha alcanzado unidad alguna, desde el punto de vista lingüístico, dentro de esa pequeña literatura en miniatura que por lo demás como todo el dialecto, parece condenada a una rápida desaparición». 
Na verdade, esta literatura é apenas uma modalidade da literatura de costumes dos princípios do século XVII de caráter marcadamente cómico ou burlesco. Nelas, através do emprego de determinadas expressões asturo-leonesas, mas também de barbarismos e arcaísmos próprios da língua vulgar castelhana usada nas Astúrias, é reforçada a paródia de determinados personagens ou situações.

## Classificação

### Variedades
O dialeto ocidental é o mais abrangente em termos geográficos, no entanto a variedade central é a mais falada.
- Bloco ocidental: É o de maior extensão territorial e abarca os dialetos do ocidente das Astúrias, Leão, Samora, Miranda do Douro e Vimioso, bem como as populações de Rio de Onor e Guadramil. Entre as suas características principais incluem-se a conservação dos ditongos crescentes ou e ei (como em caldeiru e cousa), a terminação do feminino plural em -as (las casas, las vacas) e três soluções de ditongação do o breve tónico latino (puerta, puorta, puarta).
- Bloco central: Agrupa os dialetos do centro das Astúrias e os da comarca leonesa de Arguelhos. Apesar da sua extensão geográfica ser menor, é nesta que se encontra o maior número de falantes. As diferenças mais notórias incluem a terminação em -es para o feminino plural (les cases, les vaques), a monotongação dos ditongos crescentes (calderu, cosa) e a ditongação única no o (puerta).
- Bloco oriental: Compreende os dialetos do oriente das Astúrias e da zona norte-oriental da província de Leão. As suas caraacterísticas mais definidoras são a transformação do f- inicial latino num h- aspirado e as duas soluções possíveis de ditongação do o breve tónico latino (puerta e puorta em Cabrales).

### Tabelas comparativas
|             | Moçárabe      | Galego-português     | Asturo-leonês          | Castelhano     | Navarro-aragonês | Catalão             |
| ----------- | ------------- | -------------------- | ---------------------- | -------------- | ---------------- | ------------------- |
| Consoantes  |               |                      |                        |                |                  |                     |
| F-          | f             | f                    | f h ~ ɸ (dialectal)    | h ~ ɸ > Ø f    | f                | f                   |
| PL- CL-     | pl klt        | tʃ                   | tʃ/'ʃ                  | ʎ              | pʎ / pl kʎ / kl  | pl kl               |
| FL-         | fl            | tʃ                   | tʃ/'ʃ                  | ʎ / fl         | fʎ / fl          | fl                  |
| L-          | j / ʎ         | l                    | ʎ                      | l              | ʎ / l            | ʎ                   |
| N-          | n             | n                    | n / ɲ                  | n              | n                | n                   |
| -L-         | l             | Ø                    | l                      | l              | l                | l                   |
| -N-         | n             | Ø                    | n                      | n              | n                | n                   |
| -LL-        | ʎ             | l                    | ʝ / ʎ                  | ʎ              | ʎ                | ʎ                   |
| -NN-        | ɲ             | n                    | ɲ                      | ɲ              | ɲ                | ɲ                   |
| -LY-        | ʎj            | ʎ                    | ʝ / ʎ                  | ʒ > x          | ʎ                | ʎ                   |
| -NY-        | ɲ             | ɲ                    | ɲ                      | ɲ              | ɲ                | ɲ                   |
| Ce,i-       | tʃ / dʒ       | ts > s (θ em galego) | ts > θ                 | ts > s > s ~ θ | ts > θ           | ts > s              |
| -Ce,i-      | tʃ / dʒ       | ts > s (θ em galego) | ts > θ                 | ts > s > s ~ θ | ts > θ           | ts > s ð > Ø (coda) |
| Ge,i-       | j / ʒ         | ʒ (ʃ em galego)      | ʃ (ʒ em mirandês)      | Ø / ʝ          | ʒ > tʃ           | ʒ                   |
| -SCe,i-     | ʃ             | ʃ                    | ʃ                      | ʃ > x          | ʃ                | ʃ                   |
| -CS-        | ʃ             | ʃ                    | ʃ                      | ʃ > x          | ʃ                | ʃ                   |
| -CT-        | xt            | jt                   | jt tʃ ~ ts (dialectal) | tʃ             | jt               | jt                  |
| -(U)LT-     | jt            | jt                   | jt (n)tʃ (dialectal)   | tʃ             | jt               | lt                  |
| -P- -T- -C- | p t k / b d g | b d g                | b d g                  | b d g          | p t k / b d g    | b d g p t k (coda)  |
| -MB-        | mb            | mb                   | mb                     | m              | m                | m                   |
| -ND-        | nd            | nd                   | nd                     | nd             | n                | n                   |
| -M'N-       | mn            | m                    | mn / m                 | mbr            | mbn / mbr        | m / mbr             |
| Vogais      |               |                      |                        |                |                  |                     |
| AL + Cons.  | aw            | ow                   | ow                     | o / al         | o / al           | əl / al             |
| AW          | aw            | ow                   | ow                     | o              | o                | ɔ                   |
| AY          | aj / ej       | ej                   | ej                     | e              | e                | e                   |
| ɛ´+ Y       | jé            | é                    | jé                     | é              | já / jé          | í                   |
| ɔ´+ Y       | wé            | ó                    | wó / wé/ wá            | ó              | wá/wé            | ú/í                 |
| ɛ´          | jé / é        | ɛ´                   | jé                     | jé             | já / jé          | é                   |
| ɔ´          | wé / ó        | ɔ´                   | wó / wé/ wá            | wé             | wá / wé          | ɔ´                  |
| é           | é             | é                    | é                      | é              | é                | ɛ´ / é / ə´         |
| ó           | ó             | ó                    | ó                      | ó              | ó                | ó                   |
| -O#         | o / e / Ø     | o / u                | o / u                  | o              | o / Ø            | Ø                   |
| -E#         | e / o / Ø     | e / i / Ø            | e / i / Ø              | e / Ø          | e / i / Ø        | Ø                   |
| -AS#        | as / es       | ɐʃ (as em galego)    | as/ es                 | as             | as               | əs / es             |

|         | Galego-português | Asturo-leonês | Castelhano   | Navarro-aragonês                          | Catalão          |
| ------- | ---------------- | ------------- | ------------ | ----------------------------------------- | ---------------- |
| ɔ       | (ni / n) nh      | (ni / n) nn   | (ni / n) nn  | (ni / n) gn / ng nig / ing inn / ynn / ny | (ni / n) yn / ny |
| ɔ       | (li / l) lh      | (li / l) ll/y | (li / l) ll  | (li / l) gl / lg / lig yl / il / yll      | (li / l) l / ll  |
| ɔj      | li lh            | li ll / y     | li i / j / g | li gl / lg / lig yl / il / yll            | li il / yl       |
| ɔ -ɔ -ɔ | g / i / j        | g / i / j     | gg g / j / i | jh / i / g                                | g / i / j        |
| ʃ       | x                | x             | x / ss       | sc / isc / ss sç / yss / is               | ss / iss         |
| ɔ       | x / ix / g       | g / x / ch    | gg ch''      | sc / çc g / i                             | tx               |

| Latim                          | Galego-português | Asturo-leonês          | Castelhano |
| ------------------------------ | ---------------- | ---------------------- | ---------- |
| Ditongação de Ŏ e Ĕ            |                  |                        |            |
| PŎRTA(M)                       | porta            | puerta                 | puerta     |
| ŎCULU(M)                       | ollo olho        | güeyu güechu           | ojo        |
| TĔMPU(M)                       | tempo            | tiempu                 | tiempo     |
| TĔRRA(M)                       | terra            | tierra                 | tierra     |
| F- (posição inicial)           |                  |                        |            |
| FACĔRE                         | facer fazer      | facer facere           | hacer      |
| FĔRRU(M)                       | ferro            | fierru                 | hierro     |
| L- (posição inicial)           |                  |                        |            |
| LĀRE(M)                        | lar              | llar ḷḷar              | lar        |
| LŬPU(M)                        | lobo             | llobu ḷḷobu            | lobo       |
| N- (posição inicial)           |                  |                        |            |
| NATIVITĀTE(M)                  | nadal natal      | ñavidá                 | navidad    |
| Palatalização de PL-, CL-, FL- |                  |                        |            |
| PLĀNU(M)                       | chan chão        | chanu llanu            | llano      |
| CLĀVE(M)                       | chave            | chave llave            | llave      |
| FLĂMMA(M)                      | chama            | chama llama            | llama      |
| Ditongos decrescentes          |                  |                        |            |
| CAUSA(M)                       | cousa coisa      | cousa cosa             | cosa       |
| FERRARĬU(M)                    | ferreiro         | ferreiru ferreru       | herrero    |
| 'Palatalização' de -CT- y -LT- |                  |                        |            |
| FĂCTU(M)                       | feito            | feitu fechu            | hecho      |
| NŎCTE(M)                       | noite            | nueite nueche          | noche      |
| MŬLTU(M)                       | moito muito      | mueitu muchu           | mucho      |
| AUSCULTĀRE                     | escoitar escutar | escueitare escueichare | escuchar   |
| Grupo -M'N-                    |                  |                        |            |
| HŎM(I)NE(M)                    | home homem       | home                   | hombre     |
| FĂM(I)NE(M)                    | fame fome        | fame                   | hambre     |
| LŪM(I)NE(M)                    | lume             | llume ḷḷume            | lumbre     |
| -L- intervocálico              |                  |                        |            |
| GĚLU(M)                        | xeo gelo         | xelu                   | hielo      |
| FILICTU(M)                     | fieito feto      | feleitu feleichu       | helecho    |
| -ll-                           |                  |                        |            |
| CASTĚLLU(M)                    | castelo          | castiellu castieḷḷu    | castillo   |
| -N- intervocálico              |                  |                        |            |
| RĀNA(M)                        | ra rã            | rana                   | rana       |
| Grupo -LY-                     |                  |                        |            |
| MULĬERE(M)                     | muller mulher    | muyer mucher           | mujer      |
| Grupos -C'L-, -T'L-, -G'L-     |                  |                        |            |
| NOVACŬLA(M)                    | navalla navalha  | ñavaya                 | navaja     |
| VETŬLU(M)                      | vello velho      | vieyu viechu           | viejo      |
| TEGŬLA(M)                      | tella telha      | teya                   | teja       |

|                        | Mirandês (Asturo-leonês Ocidental)           | Senabrês (Asturo-leonês Ocidental)          | Resto de dialetos (Asturo-leonês Ocidental) | Asturo-leonês Central     |
| ---------------------- | -------------------------------------------- | ------------------------------------------- | ------------------------------------------- | ------------------------- |
| Elementos fonéticos    |                                              |                                             |                                             |                           |
| Ditongos (1)           | -uo-, -ie-                                   | -uo-, -ie-                                  | -uo-, -ie-                                  | -ue-, -ie-                |
| Ditongos (2)           | -ei-, -ou-                                   | -ei-, -ou-                                  | -ei-, -ou-                                  | -ei-, -ou-                |
| -O, -U                 | -o                                           | -o                                          | -o                                          | -o; -u                    |
| -AS, -AN               | -as, -an                                     | -as, -an                                    | -as, -an                                    | -es, -en                  |
| E-, I-; O-, U-         | ei-; ou-                                     | e-, i-; o-, u-                              | e-, i-; o-, u-                              | e-, i-; o-, u-            |
| L-                     | lhado, lhobo                                 | llado, llobo                                | llau / ḷḷau, llobu / ḷḷobu                  | llau, llobu               |
| S-                     |                                              |                                             |                                             |                           |
| PL-, FL-, etc.         | chama, chober                                | chama, chovere                              | chama / ḷḷama, chover / ḷḷover              | llama, llover             |
| Sibilantes             | /s/, /z/, /ʂ/, /ʐ/, /ʃ/, /ʒ/                 | /s/, /θ/, /ʃ/ ([χ])                         | /s/, /θ/, /ʃ/                               | /s/, /θ/, /ʃ/             |
| -D-                    | cansado                                      | cansa(d)o                                   | cansáu                                      | cansáu                    |
| -LL-                   | cabalho                                      | caballo                                     | caballu / cabaḷḷu                           | caballu                   |
| -NN-                   | anho                                         | año                                         | añu / anu                                   | añu                       |
| -CL-, -LJ-             | abeilha                                      | abella                                      | abeya, abeýa, abecha                        | abeya                     |
| Elementos morfológicos |                                              |                                             |                                             |                           |
| Art. Def.              | l, la, ls, las                               | el, a, os, as                               | el, la, los, las                            | el, la, los, les          |
| Art. Indef.            | un, ũa, uns, ũas                             | un, uña, uños, uñas                         | un, una, unos, unas                         | un, una, unos, unas       |
| Possessivos átonos     | miu, mie; tou, tue; sou, sue; nuosso; buosso | mieu, mía; tou, túa; sou, súa; nuoso; vuoso | mieu, mía; tou, túa; sou, súa; nuoso; vuoso | mio, to, so, nuesu; vuesu |
| Demostrativos          | estes, esses, aqueilhes                      | estos, esos, aquellos                       | estos, esos, aquellos / aqueḷḷos            | estos, esos, aquellos     |
| Género neutro          | (–)                                          | (–)                                         | (–)                                         | (+)                       |
| Inf. conjugado         | (+)                                          | (–)                                         | (–)                                         | (–)                       |
| Fem. –AGE              | (+)                                          | (–)                                         | (–)                                         | (–)                       |

|          |           |           | Ocidental         | Central | Oriental | GLOSSA            |
| -------- | --------- | --------- | ----------------- | ------- | -------- | ----------------- |
| Singular | 1.ª pers. | 1.ª pers. | you               | yo      | yo       | eu                |
| Singular | 2.ª pers. | 2.ª pers. | tu                | tu      | tu       | tu                |
| Singular | 3.ª pers. | masc.     | él                | élli    | élli     | ele               |
| Singular | 3.ª pers. | neu.      | –                 | ello    | ello     | isso (incontável) |
| Singular | 3.ª pers. | fem.      | eiḷḷa/eilha       | ella    | ella     | ela               |
| Plural   | 1.ª pers. | 1.ª pers. | nós/nosoutros     | nós     | nós      | nós               |
| Plural   | 2.ª pers. | 2.ª pers. | vós/vosoutros/bós | vós     | vós      | vós               |
| Plural   | 3.ª pers. | masc.     | eiḷḷos/eilhes     | ellos   | ellos    | eles              |
| Plural   | 3.ª pers. | fem.      | eiḷḷas/eilhas     | elles   | elles/as | elas              |
|          |       | Ocidental     | Central | Oriental  | GLOSSA |
| -------- | ----- | ------------- | ------- | --------- | ------ |
| Singular | masc. | buenu buonu   | bonu    | buenu     | bom    |
| Singular | neu.  | bueno buono   | bono    | buenu     | bom    |
| Singular | fem.  | buena buona   | bona    | buena     | boa    |
| Plural   | masc. | buenos buonos | bonos   | buenos    | bons   |
| Plural   | fem.  | buenas buonas | bones   | buenes/as | boas   |
|                           | Localização           | Bloco linguístico                                       | Texto |
| ------------------------- | --------------------- | ------------------------------------------------------- | --- |
| Dialetos asturo-leoneses  |                       |                                                         | |
| Fala de Carreño           | Astúrias              | Central                                                 | Tolos seres humanos nacen llibres y iguales en dignidá y drechos y, pola mor de la razón y la conciencia de so, han comportase fraternalmente los unos colos otros.             |
| Fala de Somiedo           | Astúrias              | Ocidental                                               | Tódolos seres humanos nacen ḷḷibres ya iguales en dignidá ya dreitos ya, dotaos cumo tán de razón ya conciencia, han portase fraternalmente los unos conos outros.              |
| Paḷḷuezu                  | Leão                  | Ocidental                                               | Tódolos seres humanos nacen ḷḷibres ya iguales en dignidá ya dreitos ya, dotaos cumo tán de razón ya conciencia, han portase fraternalmente los unos conos outros.              |
| Cabreirês                 | Leão                  | Ocidental                                               | Tódolos seres humanos ñacen llibres y iguales en dignidá y dreitos y, dotaos cumo están de razón y concéncia, han portase fraternalmente los unos pa coños outros.              |
| Mirandês                  | Trás-os-Montes        | Ocidental                                               | Todos ls seres houmanos nácen lhibres i eiguales an denidade i an dreitos. Custuituídos de rezon i de cuncéncia, dében portar-se uns culs outros an sprito de armandade.        |
| Castelhano                |                       |                                                         | |
| Estremenho                | Estremadura Salamanca | Falas de transição entre o asturo-leonês e o castelhano | Tolos hombris nacin libris i egualis en digniá i derechus i, comu gastan razón i concéncia, ebin comportal-se comu hermanus los unus conos otrus.                               |
| Montanhês ou cântabro     | Cantábria             | Falas de transição entre o asturo-leonês e o castelhano | Tolos seris humanos nacin libris y eguales en dignidá y drechos y, dotaos comu están de razón y conciencia, tién de comportase comu hermanos los unos conos otros.              |
| Castelhano (norma padrão) | Castela               | Castelhano                                              | Todos los seres humanos nacen libres e iguales en dignidad y derechos y, dotados como están de razón y conciencia, deben comportarse fraternalmente los unos con los otros.     |
| Galego-português          |                       |                                                         | |
| Português                 | Portugal              | Português                                               | Todos os seres humanos nascem livres e iguais em dignidade e em direitos. Dotados de razão e de consciência, devem agir uns para com os outros em espírito de fraternidade.     |
| Galego                    | Galiza                | Galego                                                  | Todos os/tódolos seres humanos nacen ceibes e iguais en dignidade e dereitos e, dotados como están de senso e consciencia, deben de se comportar fraternalmente uns cos outros. |